# Варны
Ва́рна (санскр. वर्ण, IAST: varṇa, «качество, цвет, категория») — термин, обозначающий четыре основных сословия древнеиндийского общества.
- Брахманы — самая старшая варна, куда входили жрецы, учёные, подвижники.
- Кшатрии — вторая варна, состоящая из влиятельных воинов, из кшатриев обычно избирали царей.
- Вайшьи — земледельцы, ремесленники, торговцы.
- Шудры — слуги, наёмные рабочие.

Предполагается, что эти сословия выкристаллизовались в обществе ариев на протяжении эпохи «Ригведы» (1700—1100 гг. до н. э.) в результате контакта развитой племенной сословной структуры с людьми чуждой культуры, имевшими кожу другого цвета. Термин «варна» не означает и никогда не обозначал «каста», как его часто неточно переводят.
В Упанишадах варны определяются не по родословным людей, а по качествам их личностей.
При посвящении в ученики мальчик получал шнур, изготовленный из различного материала для представителей разных варн, который был обязан носить до конца жизни.
В средневековой Индии внутри варн началось расслоение, которое привело к образованию многочисленных каст.

## Брахманы
В типичной сельской местности высший слой кастовой иерархии образуют члены одной или нескольких брахманских каст, составляющие от 5 до 10 % населения. Среди этих брахманов присутствуют некоторое число землевладельцев, несколько деревенских писарей и бухгалтеров или счетоводов, небольшая группа служителей культа, выполняющих ритуальные функции в местных святилищах и храмах. Члены каждой брахманской касты заключают браки лишь в своем кругу, хотя возможна женитьба на невесте из семьи, принадлежащей к аналогичной подкасте из соседней местности. Брахманам не полагается ходить за плугом или выполнять определённые виды работ, связанные с ручным трудом. Женщины из брахманской варны могут прислуживать в доме, а землевладельцы обрабатывать наделы, но только не пахать. Брахманам позволительно также работать поварами или домашними слугами.
Брахман не вправе употреблять кушанья, приготовленные вне его касты/варны, но из рук брахманов могут принимать пищу члены всех других каст. В выборе еды брахман соблюдает множество запретов. Члены касты вайшнава (поклоняющиеся богу Вишну) придерживаются вегетарианства уже с IV в., когда оно становится массовым. Некоторые другие касты брахманов, поклоняющихся Шиве (брахманы шайва), в принципе не отказываются от мясных блюд, но воздерживаются от мяса млекопитающих, входящих в рационы низших каст.
Брахманы служат духовными наставниками в семьях большинства каст высшего или среднего статуса, за исключением считающихся «нечистыми».
Есть определённые знаки, которые указывают, что человек поклоняется Вишну или Шиве — по нарисованным на лбу белой, жёлтой или красной краской узорам.
Брахманы в большей мере, чем остальные, придерживаются занятий и профессий, которые предусматривались их варной. Из их среды на протяжении многих столетий выходили писцы, священнослужители, ученые, учителя и гражданские чиновники. Ещё в первой половине XX века в некоторых районах брахманы занимали до 75% всех более или менее важных государственных должностей.
В общении с прочей частью населения брахманы не допускают взаимности; так, они принимают деньги или подарки от членов других каст, но сами никогда не делают даров ритуального или церемониального характера. Среди брахманских каст нет полного равенства, но даже низшая из них стоит над самыми высокими кастами остальных варн.

## Кшатрии
Вслед за брахманами наиболее видное иерархическое место занимает варна кшатриев. В сельской местности они включают, например, помещиков, возможно связанных с бывшими правящими домами (например, с раджпутскими князьями в Северной Индии).
Традиционными в таких кастах занятиями являются работа управляющими в поместьях, служба на различных административных должностях и в войсках. Но ныне эти касты уже не пользуются прежней властью и авторитетом.
В ритуальном отношении кшатрии стоят сразу за брахманами и тоже соблюдают строгую кастовую эндогамию, хотя допускают брак с девушкой из более низкой подкасты (союз, называемый гипергамией). Но женщина ни в коем случае не может выйти замуж за мужчину подкасты ниже её собственной.
Большинство кшатрий употребляют мясо. Они вправе принимать пищу от брахманов, но не от представителей каких-либо других каст.

## Вайшьи
Третья категория «дваждырождённых» каст включает земледельцев, а также торговцев, лавочников и ростовщиков. Эти касты признают примат брахманов, но не обязательно выказывают такое отношение к кшатрийским кастам.
Как правило, вайшьи более строго соблюдают правила, касающиеся пищи, и ещё более тщательно стараются избегать ритуального осквернения.
Традиционным занятием вайшьев служат ремесло, земледелие, торговля и банковское дело. Вайшьи стремятся держаться подальше от физического труда, но иногда включаются в управление хозяйствами помещиков и деревенских предпринимателей, не участвуя лично в обработке земли.

## Шудры

### «Чистые» шудры
Члены вышеперечисленных «дважды рождённых» каст составляют только меньшинство жителей любой сельской местности, большинство же аграрного населения состоит из одной или нескольких каст, называемых «чистыми» кастами шудр.
Хотя такие касты входят в четвертую варну, это не означает, что они занимают низшую ступень в социальной иерархии: существует много районов, где крестьянская каста, благодаря своей численности и владению значительной частью местных земельных угодий, играет важнейшую роль в решении социальных и политических вопросов.
В давнее время крестьянские касты шудр признавали политический примат кшатриев, правивших в данной местности, но сегодня эти отношения отошли в прошлое, и примат помещиков-кшатриев признается лишь в ритуальном плане, и то не всегда.
Крестьяне нанимают брахманов в качестве семейных священнослужителей и сбывают свою продукцию через членов каст вайшьи (торговых каст). Отдельные индивиды из «чистых» шудр могут выступать арендаторами участков у брахманов, кшатриев, вайшьи.
Все крестьянские касты эндогамны, и даже при примерно равном их статусе, как это наблюдается во многих районах, межкастовые браки не разрешаются.
Правила, касающиеся приема пищи, у каст землепашцев менее строгие, чем у «дваждырожденных», они употребляют в пищу мясо.
Их предписания оставляют также гораздо большее пространство для социальных актов, разрешая, например, замужество вдов и разведённых женщин, что строжайше запрещено в среде «дваждырожденных».

### Низшие шудры
Ниже шудр, занятых сельским хозяйством, стоят многочисленные касты, профессия которых носит сугубо специализированный характер, но в целом считается менее почтенной.
Это касты гончаров, кузнецов, плотников, столяров, ткачей, маслоделов, винокуров, каменщиков, цирюльников, музыкантов, кожевников, мясников, мусорщиков и многих других.
Членам этих каст положено заниматься своей наследственной профессией или ремеслом. Впрочем, если шудра в состоянии приобрести землю, любой из них может заняться сельским хозяйством. Члены многих ремесленных и других профессиональных каст исконно находятся в традиционных отношениях с представителями более высоких каст, которые заключаются в предоставлении услуг, за которые не выплачивается денежного содержания, а ежегодно выдается вознаграждение натурой.
Эта оплата производится каждым двором в деревне, запросы которого удовлетворяются данным представителем профессиональной касты. Например, у кузнеца свой круг клиентов, для которых он круглогодично изготавливает и ремонтирует инвентарь и другие металлические изделия, за что ему, в свою очередь, выдают определённое количество зерна.

## Неприкасаемые
Распространено мнение, что группа неприкасаемых возникла в глубокой древности из местных племён, подчинившихся завоевавшим Индию ариям, но не включенных в сформированную последними социальную структуру. Неприкасаемым предписывались такие занятия, как уборка мусора, работа с кожей или с глиной. Члены таких каст жили в отдельных кварталах или поселках на обочине поселений «чистых» каст, не имели своей земли и большей частью являлись зависимыми работниками в чужих хозяйствах. В настоящее время они составляют 18—19% населения Индии.
Неприкасаемые не входят в систему четырёх варн. Их считают способными осквернять членов более высоких каст, особенно брахманов.
Неприкасаемые разделяются по традиционным видам деятельности их представителей, а также по местности их проживания. Наиболее распространенные категории неприкасаемых — это чамары (кожевники), дхоби (прачки), парии.
Те, чья профессия требует физического прикосновения к клиенту (например, парикмахеры или люди, специализирующиеся на стирке белья), обслуживают членов каст выше их собственной, но гончары или кузнецы работают на всю деревню, вне зависимости от того, к какой касте принадлежит клиент. Такие занятия, как выделка кож или забой животных, считаются явно оскверняющими, и, хотя эта работа очень важна для общины, те, кто ею занимается, считаются неприкасаемыми.
Членам каст неприкасаемых запрещается посещать дома «чистых» каст и брать воду из их колодцев. Большинство индуистских храмов до недавнего времени были закрыты для неприкасаемых, существовал даже запрет подходить к людям из более высоких каст ближе установленного числа шагов. Считается даже опасным наступать на землю по которой прошёл неприкасаемый, ибо так можно оскверниться.
Характер кастовых барьеров таков, что считается, будто хариджаны продолжают осквернять членов «чистых» каст, даже если они давно оставили своё кастовое занятие и занимаются ритуально нейтральной деятельностью, например земледелием. Хотя в других социальных условиях и ситуациях, например, находясь в промышленном городе или в поезде, неприкасаемый может иметь физический контакт с членами более высоких каст и не осквернять их, в своей родной деревне неприкасаемость неотторжима от него, чем бы он ни занимался.
Борьбу за права неприкасаемых в 1930—40 годы возглавил Бхимрао Рамджи Амбедкар. Он назвал неприкасаемых далитами (угнетенными). Махатма Ганди предложил эвфемизм «хариджаны» («божьи дети»), который получил широкое хождение. Амбедкару удалось добиться закрепления ещё в законах колониальной Индии, а затем и в конституции независимой страны 1950 года системы, по которой за членами каст, занесённых в особый список («зарегистрированные касты»), закреплялись квоты вакансий на государственной службе, места в законодательных органах и в высших учебных заведениях.
Практика неприкасаемости по конституции запрещена, и дискриминация по кастовому принципу считается уголовным преступлением.

## Современное положение
Несмотря на то, что варны возникли примерно 2—3 тысячи лет тому назад, они продолжают существовать в современной Индии, хотя их роль и значение в жизни общества неуклонно понижается.
В сельской местности варны играют сравнительно более важную роль, чем в городах. Во многих фирмах и корпорациях, также как и в государственных учреждениях, принадлежность человека к той или иной варне официально не играет никакой роли, хотя случаи дискриминации по этому признаку имеются.
Брахманы составляют всего 5% населения Индии.

## История возникновения
Впервые четыре варны упоминаются в «Пуруша-сукте» «Ригведы», где излагается происхождение варн из частей тела первочеловека Пуруши:
Когда Пурушу расчленили…, его рот стал брахманом, его руки сделались кшатрии, его бёдра — вайшья, из ног родился шудра.
Более поздние памятники повторяют как идею четырёх варн, так и мотив их происхождения от некоего демиурга или культурного героя, родоначальника традиции. Одна из самых известных версий сюжета трансформации божественного персонажа или первочеловека в элементы социальной структуры (в данном случае в варны) содержится в «Законах Ману» (где варновая структура общества получила свою кодификацию):
А ради процветания миров Брахма создал из своих уст, рук, бёдер и ступней брахмана, кшатрия, вайшью и шудру.
А для сохранения всей этой вселенной он, пресветлый, для рождённых от уст, рук, бёдер и ступней установил особые занятия. Обучение, изучение вед, жертвоприношение для себя и жертвоприношение для других, раздачу и получение милостыни он установил для брахманов.
Охрану подданных, раздачу милостыни, жертвоприношение, изучение вед и неприверженность к
мирским утехам он указал для кшатрия. Пастьбу скота, и также раздачу милостыни,
жертвоприношение, изучение вед, торговлю, ростовщичество и земледелие — для вайшья.
Но только одно занятие владыка указал для шудр — служение этим варнам со смирением.
Риши Маркандея, с Вьясой, утверждают, что в Кали-югу четырёх варн нет, а есть всего одна варна Шудр:
«Махабхарата» (3.188.18, 41):
ब्राह्मणाः क्षत्रिया वैश्याः संकीर्यन्तः परस्परम् ।
शूद्रतुल्या भविष्यन्ति तपःसत्यविवर्जिताः ॥ १८ ॥
ब्राह्मणाः क्षत्रिया वैश्या न शिष्यन्ति जनाधिप ।
एकवर्णस्तदा लोको भविष्यति युगक्षये ॥ ४१ ॥
Наянар-сиддх Тирумулар тоже утверждает, что в Кали-югу есть всего одна кула:
«Тирумантирам» (2104):
ஒன்றே குலமும் ஒருவனே தேவனும் நன்றே நினைமின் நமனில்லை நாணாமே சென்றே புகுங்கதி யில்லை நும் சித்தத்து நின்றே நிலைபெற நீர்நினைந் துய்மினே.